# Johnnie Walker Classic
Ne pas confondre avec le Johnnie Walker Championship at Gleneagles
Le Johnnie Walker Classic est un tournoi de golf créé en 1990 par la marque de Whisky Johnnie Walker.

## Palmarès
| année | Vainqueur            | Lieu           |
| ----- | -------------------- | -------------- |
| 1990  | Nick Faldo           | Hong Kong      |
| 1991  | pas de tournoi       | pas de tournoi |
| 1992  | Ian Palmer           | Thaïlande      |
| 1993  | Nick Faldo           | Singapour      |
| 1994  | Greg Norman          | Thaïlande      |
| 1995  | Fred Couples         | Philippines    |
| 1996  | Ian Woosnam          | Singapour      |
| 1997  | Ernie Els            | Australie      |
| 1998  | Tiger Woods          | Thaïlande      |
| 1999  | pas de tournoi       | pas de tournoi |
| 2000  | Michael Campbell     | Taïwan         |
| 2001  | Tiger Woods          | Thaïlande      |
| 2002  | Retief Goosen        | Australie      |
| 2003  | Ernie Els            | Australie      |
| 2004  | Miguel Ángel Jiménez | Thaïlande      |
| 2005  | Adam Scott           | Chine          |
| 2006  | Kevin Stadler        | Australie      |
| 2007  | Anton Haig           | Thaïlande      |
| 2008  | Mark Brown           | Inde           |
| 2009  | Danny Lee (amateur)  | Australie      |